# Štěpán (přírodní rezervace)
Přírodní rezervace Štěpán zahrnuje komplex původního rybníka obklopeného mokřady s tůněmi a v západní části také vlhkou pcháčovou louku. Celá lokalita o rozloze 45 ha se nachází v široké a ploché nivě řeky Opavy v okrese Opava a v Ostravě v Moravskoslezském kraji.

## Úvod
Hlavním cílem ochrany je zachování celého velmi pestrého a v okolní krajině jedinečného území, které skýtá životní prostor a specifické podmínky mnoha zvláště chráněným druhům rostlin (kotvice plovoucí, nepukalka plovoucí, skřípina kořeňující, voďanka žabí ap.) a živočichů (bukáček malý, piskoř pruhovaný, kuňka obecná, velevrub malířský atd.)
Přírodní rezervací vyhlášena 16. července roku 1994 a od roku 2012 je také součástí Evropsky významné lokality Děhylovský potok – Štěpán.
Místními obyvateli i turisty oblíbenou a hojně navštěvovanou oblastí rezervace vede modrá turistická trasa, cyklostezka číslo 5 a také stezka naučná, která návštěvníkům poskytne základní informace o ochraně přírody nejen zde, ale i v Ostravě a jejím okolí.

## Lokalita
Zvláště chráněné území (ZCHÚ) se nachází v Moravskoslezském kraji před soutokem řeky Opavy a Odry. Jeho převážná část spadá do okresu Opava, katastrálního území obce Děhylov, a menší částí leží také v okrese Ostrava-město, katastrálním území obce Martinov ve Slezsku. Rybník Štěpán a přilehlý mokřad se rozprostírá v údolní nivě pravého břehu řeky Opavy. Území rezervace protíná západně od rybníka těleso železniční tratě Ostrava Svinov – Opava východ.

## Historie
Prvním známým a dochovaným záznamem o rybníku Štěpán je nejspíše mapa z roku 1836, která vyobrazuje rybník daleko větší, než ho známe dnes. Je na ní zachycena vodní plocha téměř 80 ha rozdělena úzkou hrází – ta vytvářela z rybníka 2 nádrže, z nichž jako Štěpán byla někdy pojmenována pouze jedna.
Počínaje Poštovním rybníkem, pokračujíce soustavou menších rybníků v Děhylově u trati, dnes již zaniklým rybníkem Arizona a rybníčky pod lesem Padělky a konče Štěpánem, jako nejníže položeným rybníkem před soutokem řeky Opavy s Odrou, patřily všechny rybníky do bývalé jilešovicko-děhylovské rybniční soustavy. Ta byla napájena a zároveň i propojena strouhou vyvedenou z meandru řeky Opavy pod obcí Jilešovice.
Významným zásahem do celého zájmového území bylo 20. srpna roku 1853 započetí výstavby jednokolejné železniční tratě Ostrava Svinov – Opava východ, která byla dokončena a slavnostně otevřena 17. prosince 1855.
V sedmdesátých letech 20. století se na charakteru lokality podepsala především meliorace a odvodňování zemědělsky obhospodařovaných luk a polí, které vedly k likvidaci drobných vodotečí a poklesu podpovrchové vody. Pozvolné vysychání lokality mělo za následek přeměnu porostů vlhkých stanovišť k mezofilním loukám a urychlení postupujících sukcesních procesů. Následkům využívání těžké mechanizace (zhutňování půdy) a průmyslových hnojiv v zemědělství se nevyhnula ani dnes už značně degradovaná louka Žabinec nacházející se v západní části rezervace v oblasti za železniční tratí. Zde se vlivem eutrofizace podpořené splachy z okolních polí začaly šířit nitrofilní druhy jako je kopřiva dvoudomá (Urtica dioica) na úkor květnatých, např. prstnatec májový (Dactylorhiza majalis).

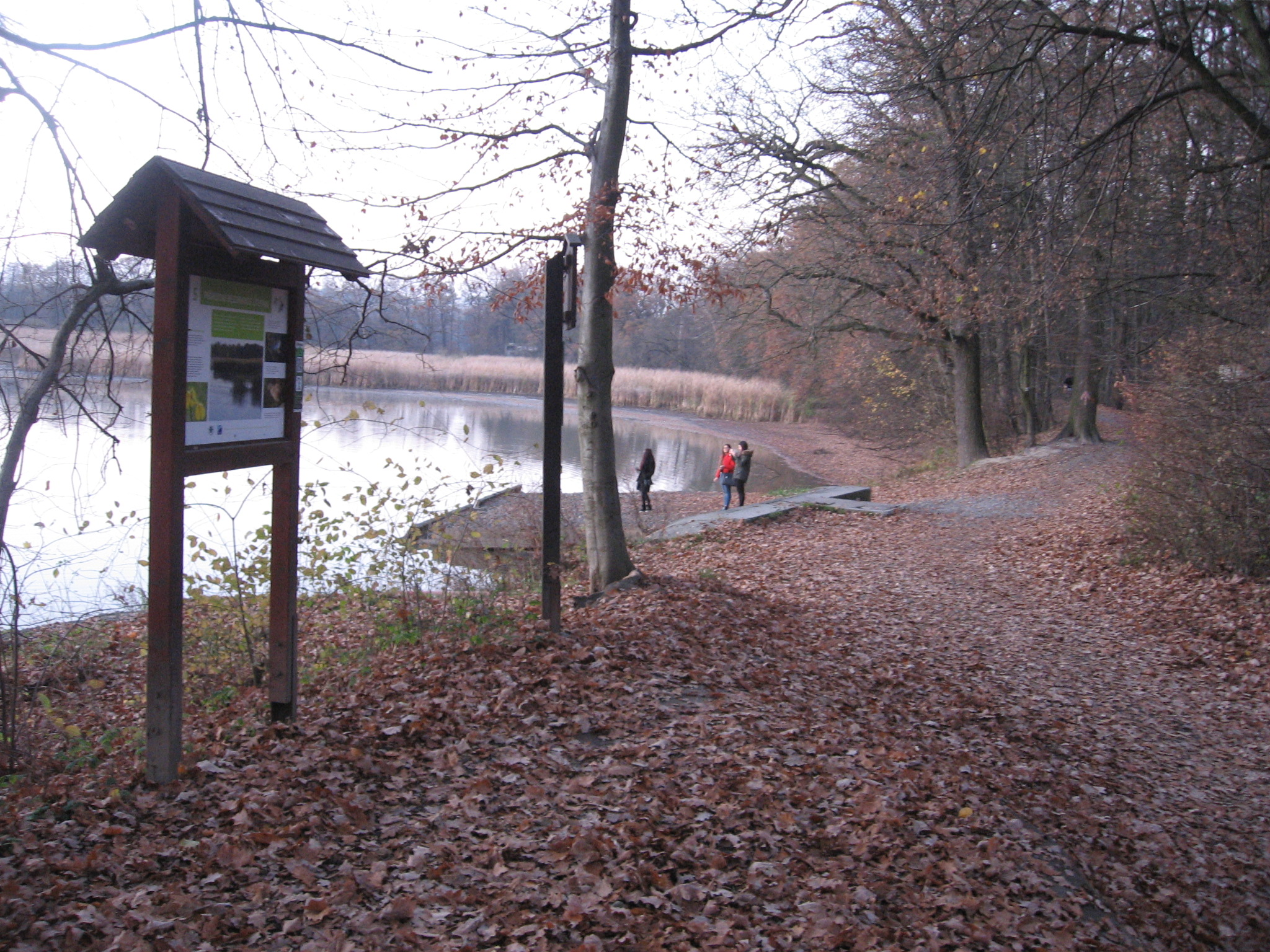
Hráz rybníka s tabulí naučné stezky

Rybník Štěpán nebyl ani v minulosti příliš intenzivně obhospodařován. V roce 1994 byl v rámci privatizace převeden ze správy Státního rybářství Ostrava na soukromou firmu. A dne 16. července 1994 byla z ochranářského pohledu již dlouho sledovaná lokalita rybníka s podmáčenými loukami za tratí vyhlášena přírodní rezervací. Na podzim téhož roku byla také vylovena dubnová obsádka 40 000 kusů kapra K1 a rybník nebyl až do roku 2004 hospodářsky využíván.
Při povodních v roce 1997 voda v řece Opavě vystoupala až o 10 metrů. Výběžek Opavské pahorkatiny Bobrovnický les zde tvořící levý břeh řeky Opavy odklonil hlavní povodňový proud právě přes rybník Štěpán, kdy došlo k jeho vyplavení a protržení jižní hráze u trati.
V roce 2003 odkoupilo rybník Štěpán spolu s dalšími zhruba 133 ha rybničních ploch v Dolním Benešově na Opavsku Rybářství Hodonín Společnost nechala poničené hráze rybníka vyspravit a následně byl roku 2004 na rybníce obnoven extenzivní způsob hospodaření, u kterého zatím nebyly pozorovány žádné negativní vlivy na rostlinná společenstva, biotopy či přímo populace předmětných chráněných druhů.

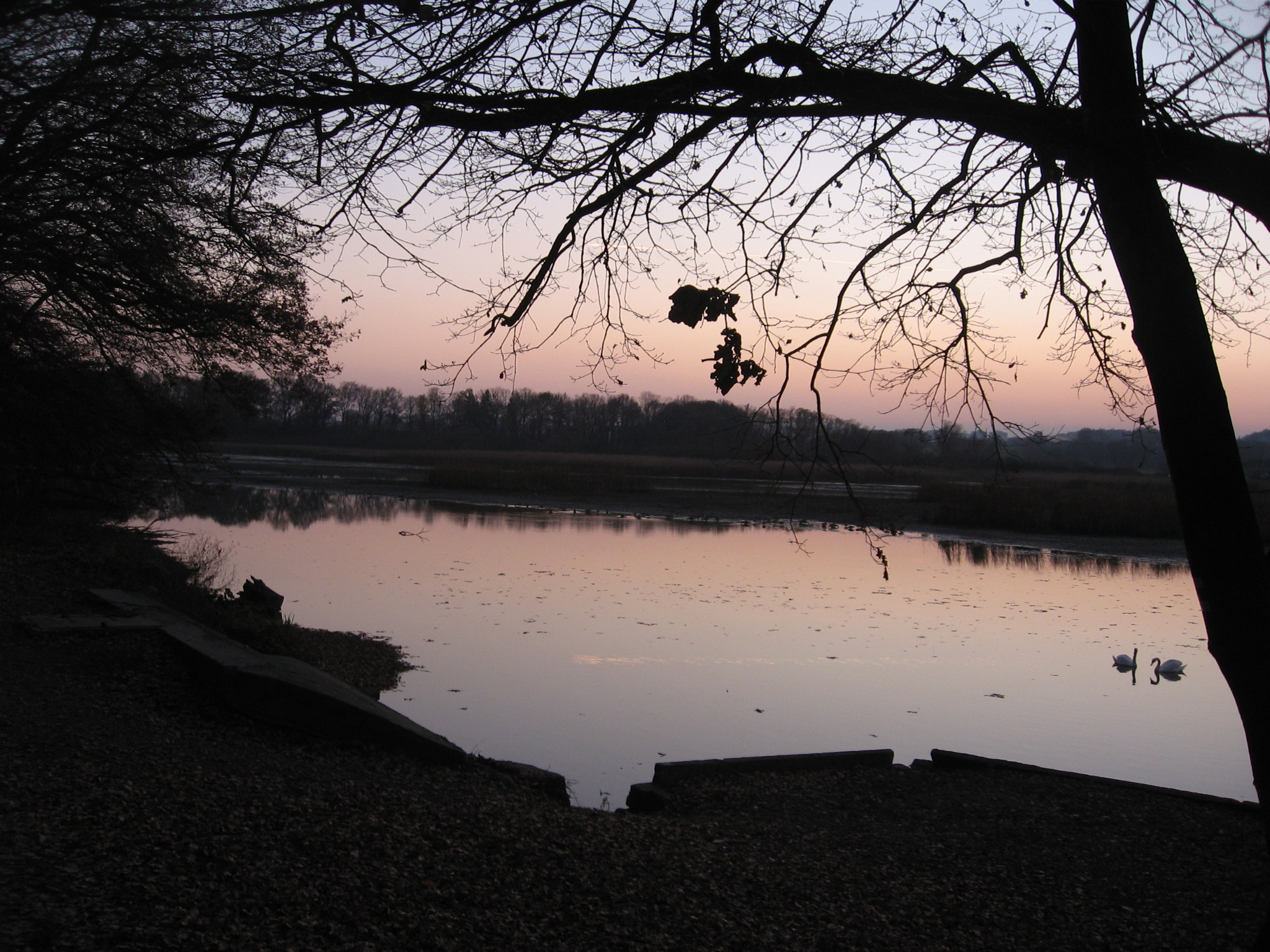
Západ slunce na hrázi

V letech 2004 až 2007 proběhla modernizace a elektrifikace traťového úseku Ostrava Svinov – Opava východ, která se týkala především úprav železničního spodku a svršku (např. kvůli zvýšení traťové rychlosti na 100 km/h) a s tím související rekonstrukce mostů a propustků, např. propustek zrekonstruovaný v roce 2005 pro přítok do rybníka Štěpán pramenící západně v asi 1 km vzdáleném Malém obecním lese.
V roce 2012 byla PR Štěpán spolu se severní částí jejího ochranného pásma zařazena mezi tzv. evropsky významné lokality v rámci evropské soustavy chráněných území NATURA 2000.

## Přírodní poměry

### Geologie a pedologie

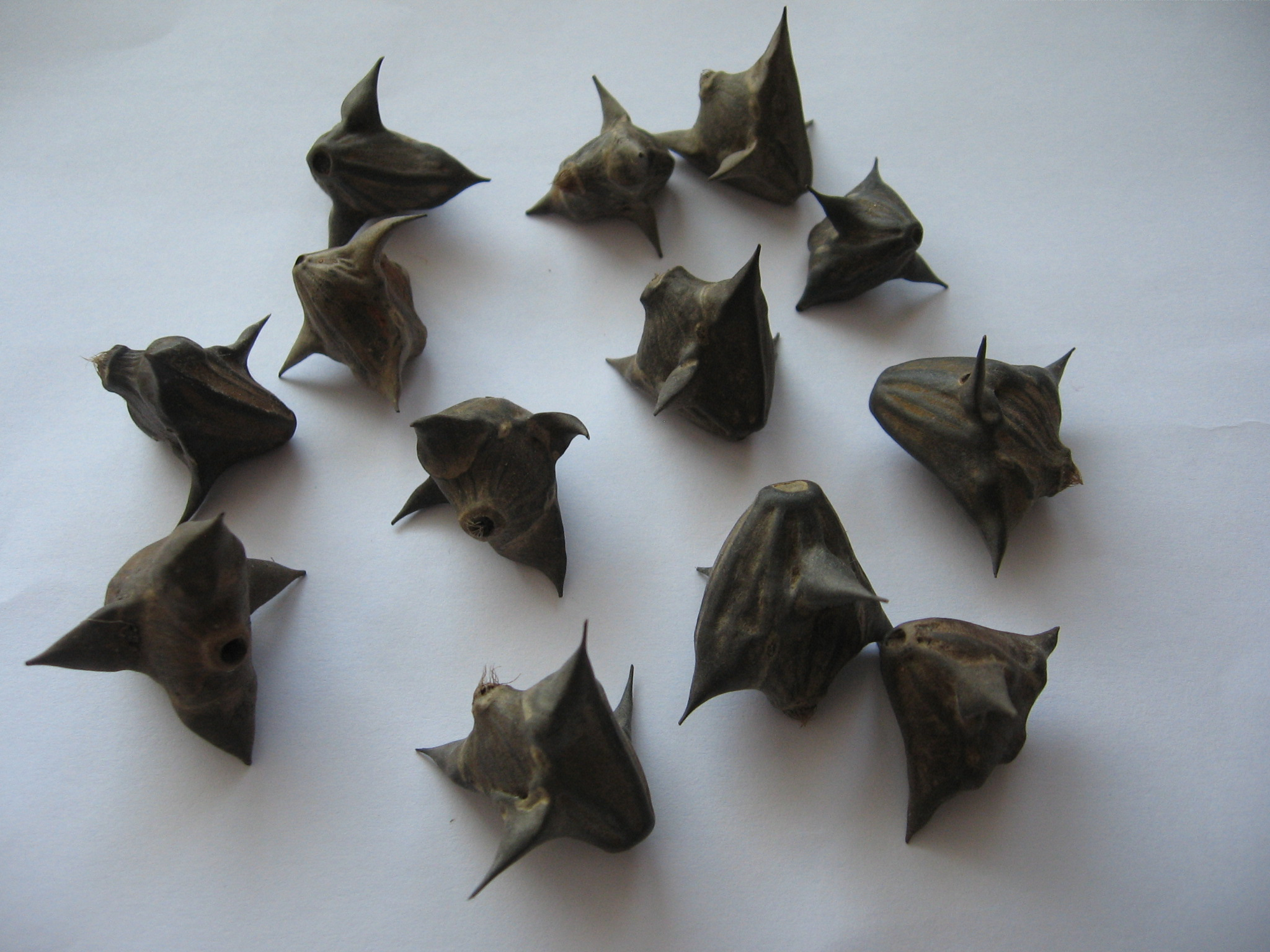
Plod kotvice plovoucí (Trapa natans)

Oblast přírodní rezervace leží ve výšce 212–215 metrů nad mořem a spadá do celku Nízký Jeseník, podcelku Vítkovská vrchovina a okrsku Děhylovská pahorkatina. Rybník se rozprostírá na kvartérním fluviálním podloží tvořeným zejména písčitohlinitými sedimenty nižšího nivního stupně. Do západní části území pronikají holocenní hlinokaly a slatinné zeminy. Koryto přítoku s pramenem v Malém obecním lese protíná glacifluviální písky a písčité štěrky vzniklé v pleistocénu v průběhu sálského zalednění.
Převažujícím půdním typem je fluvizem glejová tvořená bezkarbonátovými nivními sedimenty s vložkami organických zemin.

### Hydrologie a klimatologie

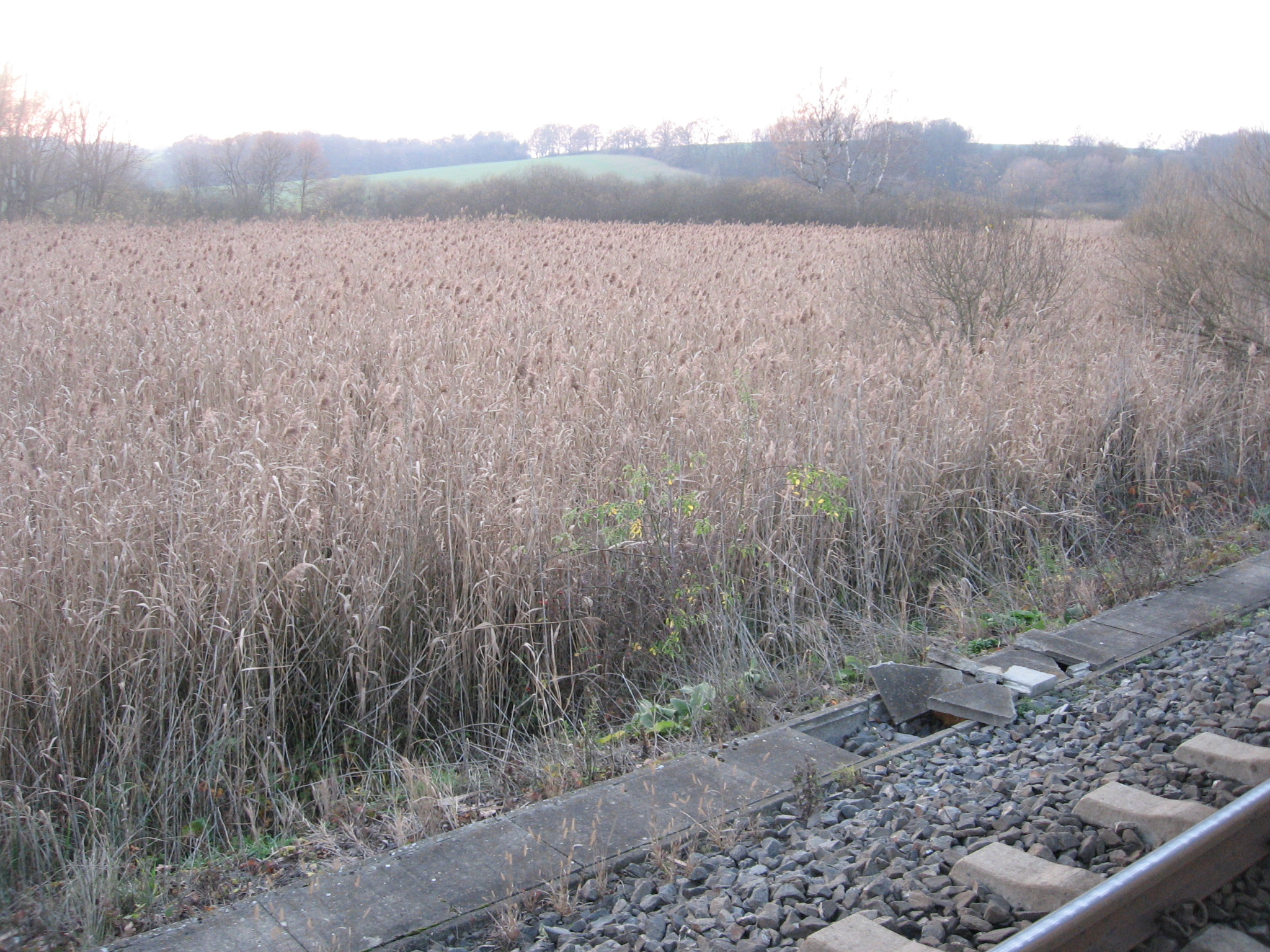
Pohled ze železniční tratě na část Žabinec – značně degradovaná vlhká louka s vegetací rákosin as. Phragmitetum australis

Nádrž má v současné době charakter blízký „nebeskému“ rybníku. Je napájena občasně vysychající drobnou vodotečí s délkou toku přibližně 1,3 km, jejíž prameniště se nachází západním směrem v Malém obecním lese. Rybník je dále nejčastěji v jarním období zásobován vodou ze zvýšených srážek proudící přes meliorační strouhy a drážní propustky. Štěpán je průtočným rybníkem a jeho vody jsou v období výlovů vypouštěny přes betonový požerák a 5 m dlouhé odpadní potrubí do nezpevněného uměle vybudovaného odtokového kanálu ústícího přímo do řeky Opavy.
Průměrná roční teplota zde obvykle nepřesahuje 8,5 °C, průměrný roční úhrn atmosférických srážek se pohybuje mezi 600 až 700 milimetry a sněhová pokrývka na území přetrvává okolo 50-60 dní ročně.
V současné době se však v důsledku suchých let a s tím spojených nízkých stavů vodní hladiny zhoršujících možnosti rybářského využití uvažuje nad zvýšením vodní dotace rybníka přečerpáváním vody z řeky Opavy.

### Vegetace

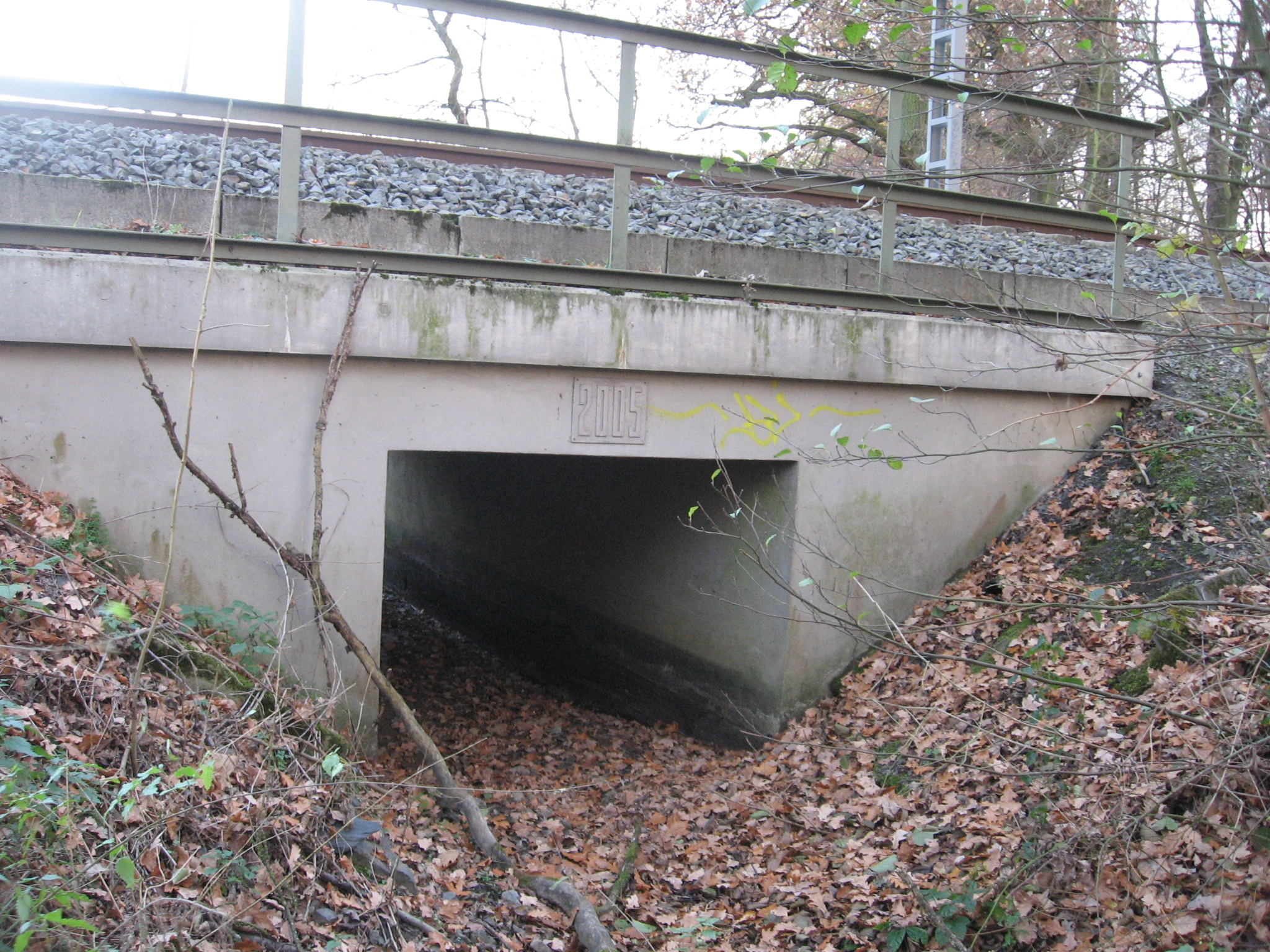
Železniční propustek přítoku rybníka

Podle fytogeografického členění se oblast rezervace nachází na rozhraní obvodu Českomoravského a Karpatského mezofytika.
Z přírodovědného hlediska se zde nachází v rámci Opavy a Slezska ojedinělý komplex rostlinných společenstev vázaných na mokřadní ekosystémy. Velkou část území tvoří porosty rákosin svazu Phragmition communis. Na podmáčených a dlouhodobě nekosených loukách se vyvinuly fragmenty jasanovo-olšových luhů a hráz rybníka porůstají polonské dubohabřiny. Za železniční tratí v jihozápadní části rezervace nazývané Žabinec převažují v nelesní vegetaci rákosiny asociace Phragmitetum australis a vlhké pcháčové louky as. Cirsietum rivularis. Spatřit zde můžeme i nesouvislé porosty vysokých ostřic as. Caricetum gracilis a na kontaktu kosené louky a rákosin byl dříve v počtu několika rostlin pozorován výskyt orchideje prstnatce májového (Dactylorhiza majalis).
Botanicky velmi cenné jsou však především rozsáhlé a stabilní porosty vodních makrofyt. Mezi ně patří populace kriticky ohroženého druhu kotvice plovoucí (Trapa natans), jejíž růžice kosočtverečných zubatých listů pokrývá při vhodných podmínkách až 10 z celkových 15 ha využitelné vodní plochy rybníka.
Druhou kriticky ohroženou rostlinou vyskytující se nejen na vodní ploše rybníka, ale i v rákosinách a tůni v jihovýchodní části rezervace pojmenované Bezedný je jednoletá vodní kapradina nepukalka plovoucí (Salvinia natans) s odhadovanou početností v milionech. Dále byl na této lokalitě prokázán v rámci Slezska naprosto jedinečný výskyt skřípiny kořeňující (Scirpus radicans), voďanky žabí (Hydrocharis morsus-ranae) a žabníku trávolistého (Alisma gramineum).

### Fauna

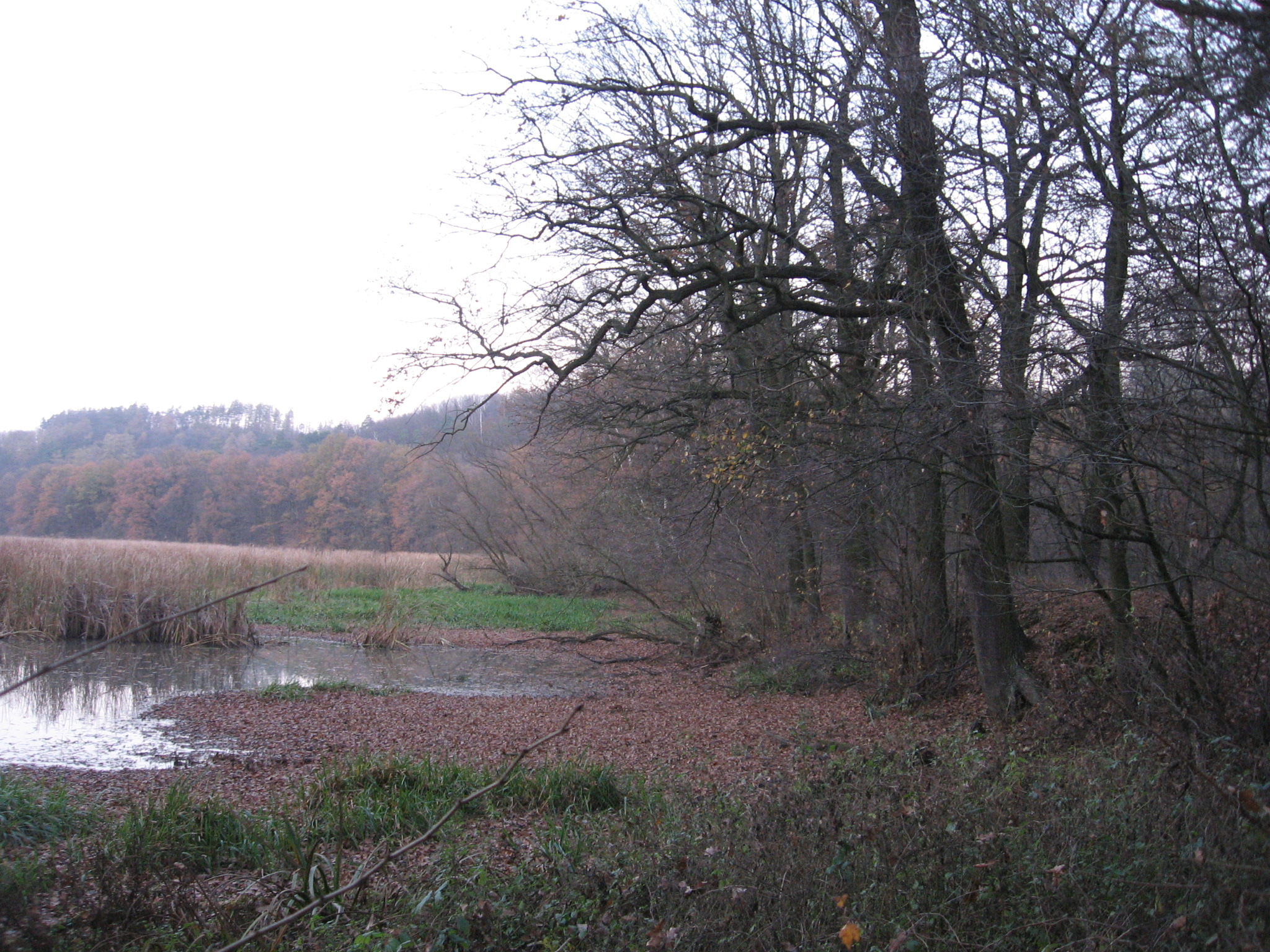
Rybník Štěpán po výlovu (jižní hráz)

Rybník a okolí obývá celá řada výjimečných druhů živočichů, jejichž pestrý výskyt je dán především bohatostí rostlinných společenstev, zachovalostí přírodního prostředí a také geografickou polohou – mísí se zde polonské, západokarpatské a hercynské prvky.

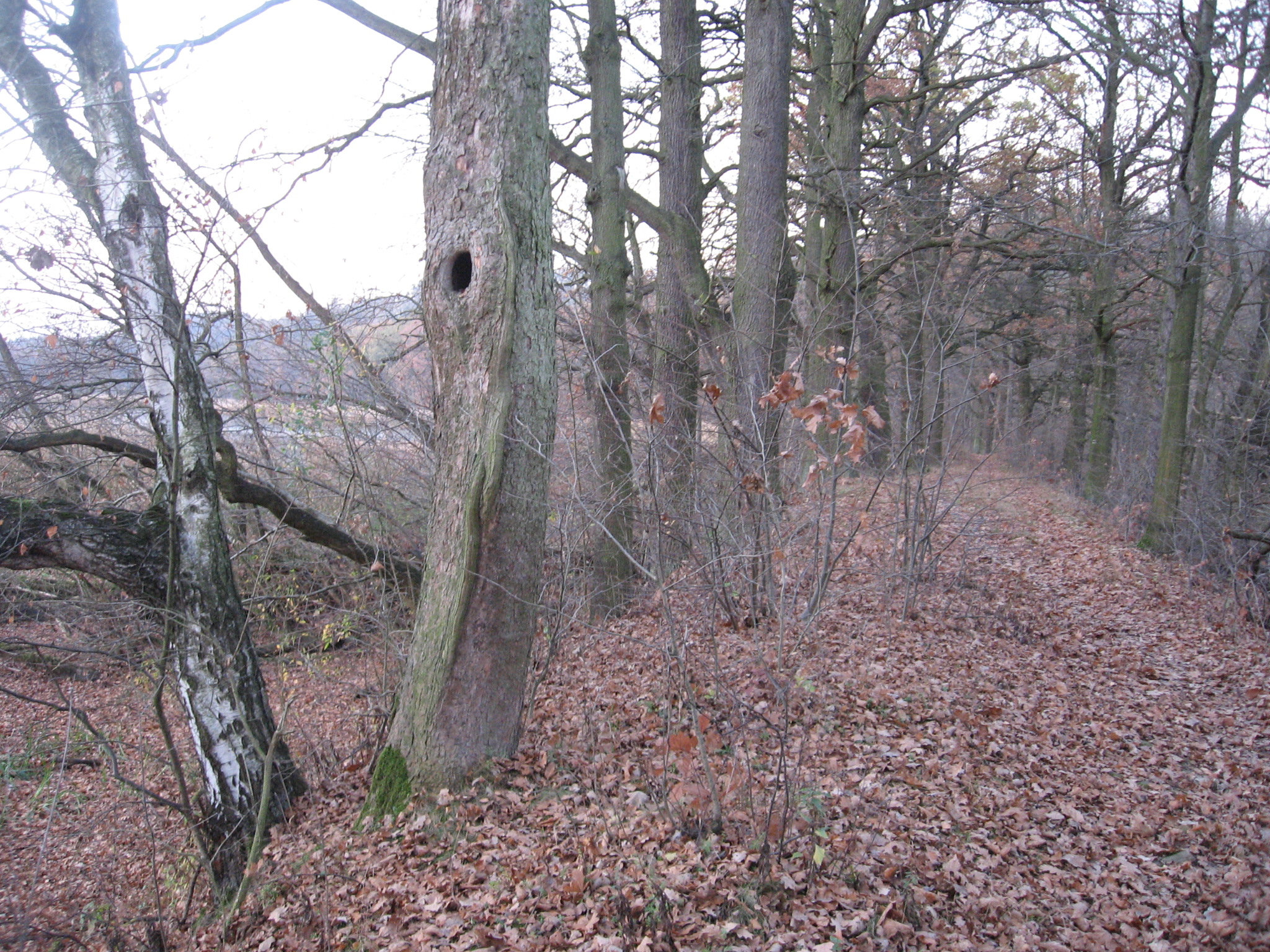
Porost jihovýchodní části hráze rybníka Štěpán

Na lokalitě probíhá systematické sledování měkkýšů, vážek, vodních brouků, ryb, obojživelníků i ptáků. S doloženým výskytem 26 druhů vodních měkkýšů a 25 druhů suchozemských plžů je přírodní rezervace Štěpán lokálním ohniskem biodiverzity vodní malakofauny národního významu. Výskyt 35 druhů vážek představuje 45 % z celkového počtu druhů vážek žijících v ČR. Jako zástupce dalšího z ohrožených druhů živočichů žijících v úzké vazbě na bažinná a vodní prostředí s dobře vyvinutým rostlinným společenstvem lze uvést ohroženého piskoře pruhovaného (Misgurnus fossilis). Z 11 zaznamenaných druhů obojživelníků můžeme uvést např. čolka velkého (Triturus cristatus), skokana ostronosého (Rana arvalis) či skokana štíhlého (Rana dalmatina). Spolu s dalšími třemi druhy plazů zde žije také užovka podplamatá (Natrix tessellata).
Okolí obývá zhruba 160 druhů ptáků, z toho 86 hnízdících. Konkrétně se zde vyskytují např. kriticky ohrožený bukáček malý (Ixobrychus minutus) a vodouš rudonohý (Tringa totanus) či silně ohrožené druhy čírka modrá (Anas querquedula), lžičák pestrý (Anas clypeata), chřástal kropenatý (Porzana porzana) a bekasina otavní (Gallinago gallinago). Rybník slouží jako zastávka vodního ptactva při jarních a podzimních tazích, proto zde hnízdí např. labutě. Klíčovými prvky pro úspěšné hnízdění ptactva na této lokalitě je výskyt biotopů rákosiny s rozličnými mokřadními stanovišti a hráz rybníka porostlá starými listnatými stromy s množstvím dutin.

## Ochrana
Předmětem ochrany PR Štěpán je velmi cenné území rybníka s přilehlým mokřadem v údolní nivě řeky Opavy. Vysokou hodnotu tohoto území indikuje výskyt mnoha zvláště chráněných druhů rostlin a ptáků a vzácných druhů obojživelníků, plazů i ryb.
Ochrana Evropsky významné lokality (EVL) Děhylovský potok – Štěpán, pod kterou dnes celá přírodní rezervace spadá, pak cílí především na obnovu a udržení stavu populací kuňky obecné (Bombina bombina), piskoře pruhovaného (Misgurnus fossilis) a vážky jasnoskvrnné (Leucorrhinia pectoralis) společně s ochranou stanoviště 3 260 – definovaného jako nížinné až horské vodní toky s vegetací svazů Ranunculion fluitantis a Callitricho-Batrachion.
Ze zhodnocení výsledků předchozí péče o PR Štěpán vyplývá, že ke kosení luk a následnému alespoň částečnému odvozu pokosené biomasy z území nutného k udržování jejich vysoké druhové bohatosti docházelo do roku 2003 jen sporadicky. To vedlo v důsledku rychlého zarůstání terestrickou rákosinou k celkovému ochuzení společenstev podmáčených luk a ústupu konkurenčně slabších druhů rostlin, včetně orchidejí. Kosení luk v souladu s předchozím plánem péče započalo až roku 2009. Pro další ochranu území je tedy klíčové trend expanze terestrické rákosiny zvrátit a postupně navrátit management zaručující přeměnu zpět na pcháčové či ostřicové porosty. Problém s vysušováním lokality je nutné řešit rozšiřováním mokřadních luk podél vlhkostního gradientu co nejblíže k tělesu železniční trati a melioračním příkopům.
Od roku 2005 byla v části Žabinec několikrát provedena redukce náletových vrbin (2005 – 5% roztok herbicidu Roundup, 2006–2007 – odstranění náletu vrb a 3× mechanická likvidace výmladků). Přesto byl v roce 2015 porost vrb kvůli nedostatečnému kosení ještě mohutnější než před provedením prvních redukcí. Poslední redukce vrb byla provedena na přelomu let 2016-2017, ale i přesto se v melioračním kanálu a rozlitinách Žabince očekává brzký zánik biotopových podmínek pro výskyt piskoře pruhovaného.

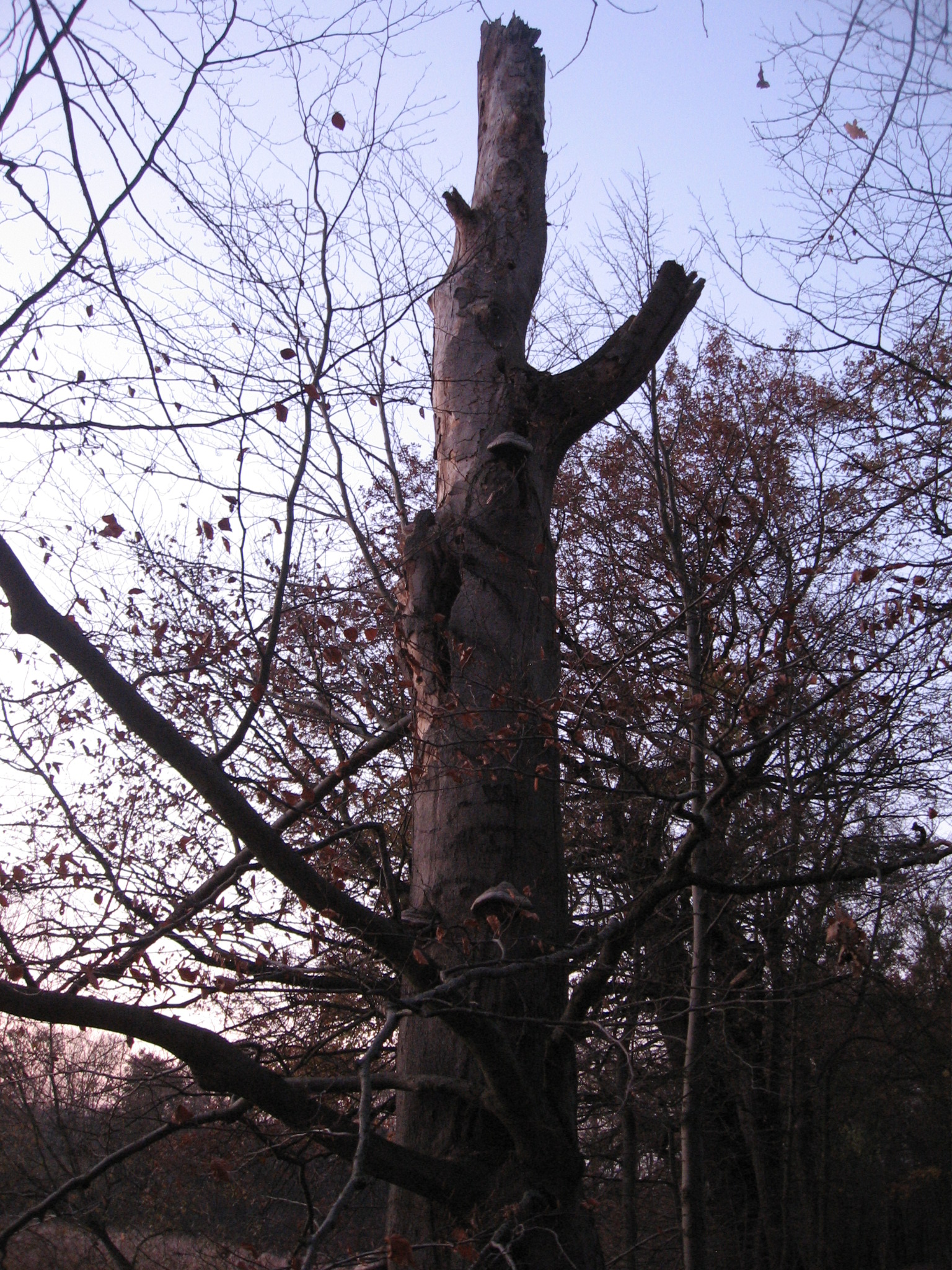
Detail stromových dutin na východní hrázi rybníka

V důsledku dlouhodobého udržování nízké hladiny vody v rybníce a s ním spojených kyslíkových deficitů především v zimních obdobích byl roku 2005 upraven původní dvouhorkový systém (tzn. odchov ryb po dobu dvou vegetačních období) na jednohorkový s odlovem všech ryb každý podzim. Dlouhodobě prováděný extenzivní způsob hospodaření na rybníku je pro zachování funkčního ekosystému klíčový. Současným problémem je rychlé zarůstání volné hladiny rybníka tvrdou litorální vegetací a populací kotvice plovoucí. Těmto druhům se nadměrně daří v důsledku nedostatečné vodní dotace rybníka a s ní spojeného snižování vodní hladiny. Pro vyřešení tohoto problému je nutné provést odbahnění dna rybníka a v úvahu připadá také následné dopouštění vody z řeky Opavy. Od července 2006 probíhá z důvodu ochrany rybí obsádky a vodních ptáků pravidelné kosení kotvice plovoucí pomocí žací lodi na ploše cca 3 ha jako prevence před možným vznikem botulismu. Negativní ovlivnění početnosti přísně chráněné kotvice plovoucí v následujících letech nebylo důsledkem těchto zásahů potvrzeno.
V současnosti není v rezervaci zaznamenán výskyt invazních druhů rostlin ohrožující kvalitu zdejších přírodních společenstev.

## Turismus
Lokalita je kvůli své blízkosti městským částem Poruba a Martinov a městu Hlučín hojně navštěvována místními obyvateli. Základní informace o problematice ochrany přírody, území rezervace i okolí, místní flóře a fauně poskytuje návštěvníkům naučná stezka skýtající celkem 10 zastavení. V rámci Jantarové stezky vede po hrázi rybníka cyklostezka číslo 5 a souběžně s ní i modrá turistická trasa. Stezka jejímž zřizovatelem i provozovatelem je obec Děhylov je v průběhu roku hojně využívána – denně ji projde či projede v průměru 500 lidí. Podle srovnání sezónních návštěvností v letech 2010 až 2012 však navštěvuje lokalitu v součtu přibližně 80 % lidí na jaře a v létě, kdy přesahují počty návštěvníků i 1000 osob denně. Velká intenzita rekreačního využití lokality je naštěstí koncentrována především na hráze rybníka – v největší možné vzdálenosti např. od hnízdišť vodních ptáků – a tak zatím nebyly pozorovány žádné konkrétní negativní vlivy na předměty ochrany přírodní rezervace.

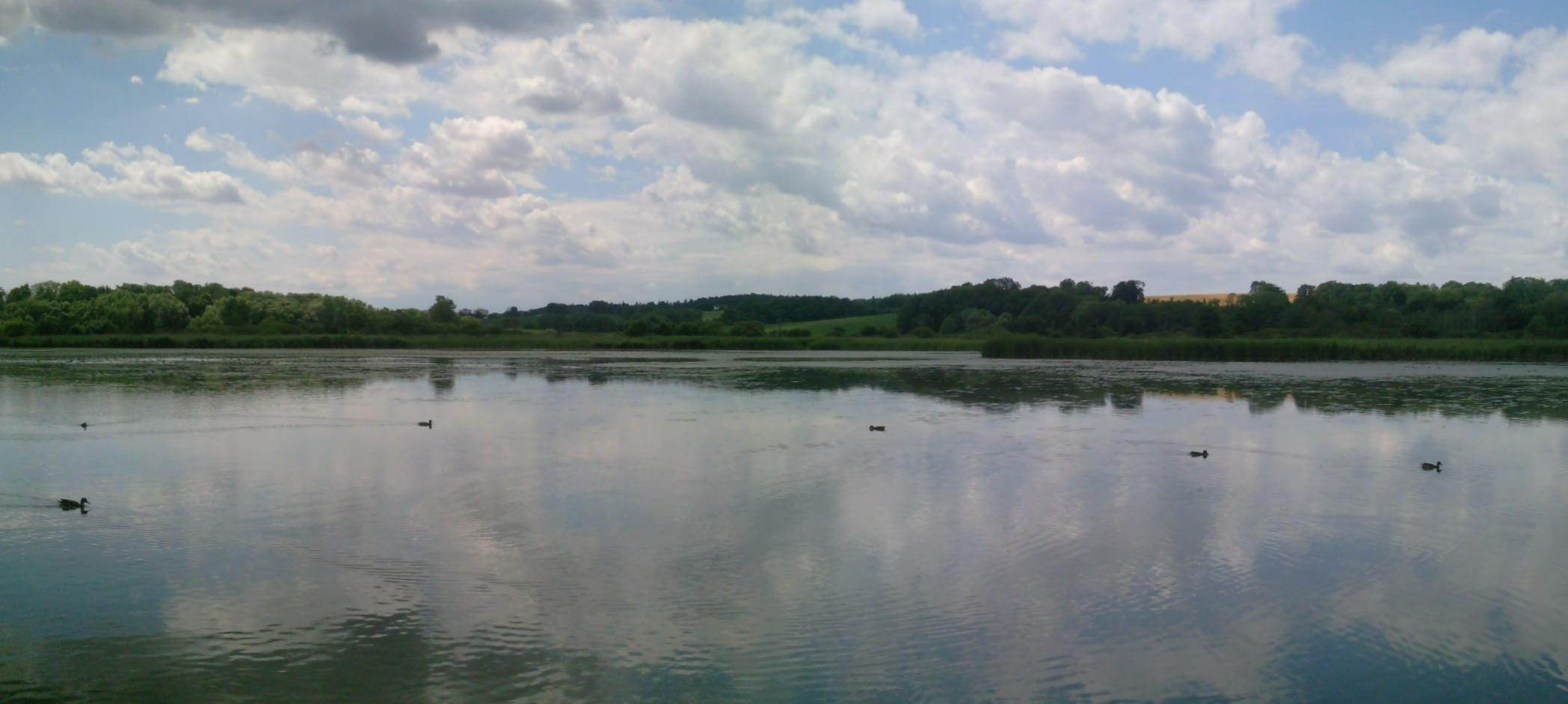
Panoramatický pohled na rybník Štěpán